# Begonia alveolata
Begonia alveolata é uma espécie de Begonia.

## Sinônimos
- Begonia anceps Irmsch.
- Begonia pingbienensis C.Y.Wu